# Йоланда Бургундска
Йоланда Бургундска (на френски: Yolande de Bourgogne; * декември 1247, † 2 юни 1280) от Старата бургундска династия, е графиня на Невер от 1262 до 1280 г., също графиня на Оксер и Тонер от 1262 до 1273 г.

## Биография
Тя е дъщеря на наследствения херцог Одо Бургундски (1231 – 1266) и на Матилда дьо Бурбон-Дампиер (1234 – 1262), наследничка на Невер, Оксер и Тонер. Сестра е на Маргарита, омъжена 1268 г. за Карл I Анжуйски, крал на Сицилия и Неапол, и на Алиса (1254 – 1290), омъжена 1268 г. за Жан I от Шалон († 1309).
Със смъртта на нейната майка Матилда през 1262 г. най-голямата Йоланда (Йоланта) наследява графствата Невер, Оксер и Тонер. Нейният баща Одо отива в Светите земи, където е убит през 1266 г. при защитата на Акон.
През през 1273 г. Йоланда дава две графства на нейните сестри, запазва Невер за себе си и наследниците си.

## Фамилия
Първи брак: през юни 1265 г. с Жан Тристан Френски (1250 – 1270), граф на Валоа, четвъртият син на крал Луи IX и Маргарита Прованска. Бракът е бездетен. Той умира от дезинтерия пред Тунис през 1270 г. по време на Осмия кръстоносен поход.
Втори брак: през март 1272 г. в Оксер с Роберт III (1249 – 1322) от род Дом Дампиер, господар на Бетюн, по-късно граф на Фландрия. Тя е втората му съпруга. Той става граф на Невер (jure uxoris). Двамата имат децата:
- Лудвиг I (* 1272, † 1322) граф на Невер и Ретел, баща на граф Лудвиг I от Фландрия
- Роберт († 1331), господар на Марл и Касел
- Йохана (Жана) († 1333), ∞ 1288 Ангерран IV сеньор дьо Куси († 1311)
- Йоланта (Йоланда) († 1313), ∞ 1287 Готиер III сеньор д'Енгиен († 1310)
- Матилда, ∞ 1314 Матиас от Горна Лотарингия († 1330), сеньор на Варсберг и Дарне.